# Saison 2012 de l'équipe cycliste Movistar
La saison 2012 de l'équipe cycliste Movistar est la trente-troisième depuis la création de l'équipe Reynolds en 1980, la deuxième de cette équipe sous le sponsoring de Movistar.

## Préparation de la saison 2012

### Arrivées et départs
| Arrivées             | Équipe 2011                         |
| -------------------- | ----------------------------------- |
| Jonathan Castroviejo | Euskaltel-Euskadi                   |
| Juan José Cobo       | Geox-TMC                            |
| José Herrada         | Caja Rural                          |
| Vladimir Karpets     | Katusha                             |
| Javier Moreno        | Caja Rural                          |
| Nairo Quintana       | Colombia es Pasión-Café de Colombia |
| Alejandro Valverde   | retour de suspension                |
| Giovanni Visconti    | Farnese Vini-Neri Sottoli           |

| Départs                    | Équipe 2012                     |
| -------------------------- | ------------------------------- |
| José Vicente García Acosta | retraite                        |
| Carlos Oyarzún             | J.Jensen-Sandstod Salg Og Event |
| Luis Pasamontes            | Movistar Continental            |
| Francisco Pérez Sánchez    | retraite                        |
| Mauricio Soler             | blessé et non reconduit         |

## Coureurs et encadrement technique

### Effectif
| Cycliste             | Date de naissance | Nationalité | Équipe 2011                         |
| -------------------- | ----------------- | ----------- | ----------------------------------- |
| Andrey Amador        | 29 août 1986      | Costa Rica  | Movistar                            |
| David Arroyo         | 7 janvier 1980    | Espagne     | Movistar                            |
| Marzio Bruseghin     | 15 juin 1974      | Italie      | Movistar                            |
| Jonathan Castroviejo | 27 avril 1987     | Espagne     | Euskaltel-Euskadi                   |
| Juan José Cobo       | 11 février 1981   | Espagne     | Geox-TMC                            |
| Rui Costa            | 5 octobre 1986    | Portugal    | Movistar                            |
| Imanol Erviti        | 15 novembre 1983  | Espagne     | Movistar                            |
| José Iván Gutiérrez  | 27 novembre 1978  | Espagne     | Movistar                            |
| Jesús Herrada        | 26 juillet 1990   | Espagne     | Movistar                            |
| José Herrada         | 1er octobre 1985  | Espagne     | Caja Rural                          |
| Beñat Intxausti      | 20 mars 1986      | Espagne     | Movistar                            |
| Javier Iriarte       | 11 novembre 1986  | Espagne     | Movistar                            |
| Vladimir Karpets     | 20 septembre 1980 | Russie      | Katusha                             |
| Vasil Kiryienka      | 28 juin 1981      | Biélorussie | Movistar                            |
| Ignatas Konovalovas  | 8 décembre 1985   | Lituanie    | Movistar                            |
| Pablo Lastras        | 20 janvier 1976   | Espagne     | Movistar                            |
| David López García   | 13 mai 1981       | Espagne     | Movistar                            |
| Ángel Madrazo        | 30 juillet 1988   | Espagne     | Movistar                            |
| Javier Moreno        | 18 juillet 1984   | Espagne     | Caja Rural                          |
| Sergio Pardilla      | 16 janvier 1984   | Espagne     | Movistar                            |
| Rubén Plaza          | 29 février 1980   | Espagne     | Movistar                            |
| Nairo Quintana       | 4 février 1990    | Colombie    | Colombia es Pasión-Café de Colombia |
| José Joaquín Rojas   | 8 juin 1985       | Espagne     | Movistar                            |
| Branislau Samoilau   | 25 mai 1985       | Biélorussie | Movistar                            |
| Enrique Sanz         | 11 septembre 1989 | Espagne     | Movistar                            |
| Alejandro Valverde   | 25 avril 1980     | Espagne     | Retour de suspension                |
| Francisco Ventoso    | 6 mai 1982        | Espagne     | Movistar                            |
| Giovanni Visconti,   | 13 janvier 1983   | Italie      | Farnese Vini-Neri Sottoli           |
| Stagiaire            | Date de naissance | Nationalité | Équipe 2012                         |
| Marvin Angarita      | 11 avril 1989     | Colombie    | Movistar Continental                |

## Bilan de la saison

### Victoires
| Date       | Course                                         | Pays        | Classe | Vainqueur            |
| ---------- | ---------------------------------------------- | ----------- | ------ | -------------------- |
| 21/01/2012 | 5e étape du Tour Down Under                    | Australie   | WT     | Alejandro Valverde   |
| 21/02/2012 | 2e étape du Tour d'Andalousie                  | Espagne     | 2.1    | Alejandro Valverde   |
| 23/02/2012 | Classement général du Tour d'Andalousie        | Espagne     | 2.1    | Alejandro Valverde   |
| 03/03/2012 | 1re étape du Tour de Murcie                    | Espagne     | 2.1    | Nairo Quintana       |
| 04/03/2012 | Classement général du Tour de Murcie           | Espagne     | 2.1    | Nairo Quintana       |
| 06/03/2012 | 3e étape de Paris-Nice                         | France      | WT     | Alejandro Valverde   |
| 02/04/2012 | 1re étape du Tour du Pays basque               | Espagne     | WT     | José Joaquín Rojas   |
| 05/04/2012 | 4e étape du Circuit de la Sarthe               | France      | 2.1    | Francisco Ventoso    |
| 08/04/2012 | Klasika Primavera                              | Espagne     | 1.1    | Giovanni Visconti    |
| 15/04/2012 | Classement général du Tour de Castille-et-León | Espagne     | 2.1    | Javier Moreno        |
| 28/04/2012 | 2ea étape du Tour des Asturies                 | Espagne     | 2.1    | Jesús Herrada        |
| 29/04/2012 | Classement général du Tour des Asturies        | Espagne     | 2.1    | Beñat Intxausti      |
| 05/05/2012 | 1re étape du Tour de la communauté de Madrid   | Espagne     | 2.1    | Jonathan Castroviejo |
| 14/05/2012 | 9e étape du Tour d'Italie                      | Italie      | WT     | Francisco Ventoso    |
| 19/05/2012 | 14e étape du Tour d'Italie                     | Italie      | WT     | Andrey Amador        |
| 09/06/2012 | 6e étape du Critérium du Dauphiné              | France      | WT     | Nairo Quintana       |
| 10/06/2012 | 2e étape du Tour de Suisse                     | Suisse      | WT     | Rui Costa            |
| 16/06/2012 | 3e étape de la Route du Sud                    | France      | 2.1    | Nairo Quintana       |
| 17/06/2012 | Classement général de la Route du Sud          | France      | 2.1    | Nairo Quintana       |
| 17/06/2012 | Classement général du Tour de Suisse           | Suisse      | WT     | Rui Costa            |
| 22/06/2012 | Championnat de Biélorussie du contre-la-montre | Biélorussie | CN     | Branislau Samoilau   |
| 24/06/2012 | Championnat d'Espagne sur route                | Espagne     | CN     | Francisco Ventoso    |
| 19/07/2012 | 17e étape du Tour de France                    | France      | WT     | Alejandro Valverde   |
| 31/07/2012 | Circuit de Getxo                               | Espagne     | 1.1    | Giovanni Visconti    |
| 18/08/2012 | 1re étape du Tour d'Espagne                    | Espagne     | WT     | Movistar             |
| 20/08/2012 | 3e étape du Tour d'Espagne                     | Espagne     | WT     | Alejandro Valverde   |
| 24/08/2012 | 5e étape du Tour du Poitou-Charentes           | France      | 2.1    | Francisco Ventoso    |
| 25/08/2012 | 8e étape du Tour d'Espagne                     | Espagne     | WT     | Alejandro Valverde   |
| 06/10/2012 | Tour d'Émilie                                  | Italie      | 1.HC   | Nairo Quintana       |

### Résultats sur les courses majeures
Les tableaux suivants représentent les résultats de l'équipe dans les principales courses du calendrier international (les cinq classiques majeures et les trois grands tours). Pour chaque épreuve est indiqué le meilleur coureur de l'équipe, son classement ainsi que les accessits glanés par Movistar sur les courses de trois semaines.

#### Classiques
| Classique            | Milan-San Remo          | Tour des Flandres   | Paris-Roubaix             | Liège-Bastogne-Liège | Tour de Lombardie    |
| -------------------- | ----------------------- | ------------------- | ------------------------- | -------------------- | -------------------- |
| Coureur (classement) | Giovanni Visconti (16e) | Andrey Amador (44e) | Ignatas Konovalovas (22e) | Rui Costa (17e)      | Nairo Quintana (11e) |

#### Grands tours
| Grand tour           | Tour d'Italie                                             | Tour de France                          | Tour d'Espagne |
| -------------------- | --------------------------------------------------------- | --------------------------------------- | --- |
| Coureur (classement) | Marzio Bruseghin (17e)                                    | Rui Costa (18e)                         | Alejandro Valverde (2e) |
| Accessits            | 2 victoires d'étapes (Francisco Ventoso et Andrey Amador) | 1 victoire d'étape (Alejandro Valverde) | 3 victoires d'étapes (contre-la-montre par équipes et Alejandro Valverde (2)), classement par équipes, classement par points et classement du combiné (Alejandro Valverde) |

### Classement UCI
L'équipe Movistar termine à la cinquième place du World Tour avec 952 points. Ce total est obtenu par l'addition des 110 points amenés par la 6e place du championnat du monde du contre-la-montre par équipes et des points des cinq meilleurs coureurs de l'équipe au classement individuel que sont Alejandro Valverde, 5e avec 397 points, Rui Costa, 10e avec 320 points, Beñat Intxausti, 84e avec 47 points, Vasil Kiryienka, 90e avec 41 points, et Jonathan Castroviejo, 92e avec 40 points,.
| Rang | Coureur              | Points |
| ---- | -------------------- | ------ |
| 5    | Alejandro Valverde   | 394    |
| 10   | Rui Costa            | 320    |
| 84   | Beñat Intxausti      | 47     |
| 90   | Vasil Kiryienka      | 41     |
| 92   | Jonathan Castroviejo | 40     |
| 126  | Javier Moreno        | 20     |
| 129  | Andrey Amador        | 20     |
| 134  | Francisco Ventoso    | 18     |
| 137  | José Joaquín Rojas   | 16     |
| 155  | Sergio Pardilla      | 10     |
| 166  | Marzio Bruseghin     | 8      |
| 172  | Giovanni Visconti    | 7      |
| 176  | Nairo Quintana       | 6      |
| 211  | Branislau Samoilau   | 2      |
| 230  | José Herrada         | 1      |
| 233  | Pablo Lastras        | 1      |